# Adiantum roborowskii
Adiantum roborowskii là một loài thực vật có mạch trong họ Adiantaceae. Loài này được Maxim. miêu tả khoa học đầu tiên năm 1883.